# Фарман, Шах
Шах Фарман (англ. Shah Farman; род. декабрь 1947) — государственный и политический деятель Пакистана. Являлся губернатором Хайбер-Пахтунхвы с 5 сентября 2018 по 16 апреля 2022 года. Был членом Провинциальной ассамблеи Хайбер-Пахтунхвы с мая 2013 по май 2018 года, а также с августа 2018 по сентябрь 2018 года.

## Биография
С 2002 года имеет отношение к партии Движение за справедливость. С 2013 по 2018 год был членом Провинциальной ассамблеи Хайбер-Пахтунхвы. Также был министром здравоохранения и информации в правительстве главного министра Хайбер-Пахтунхвы Первеза Хаттака. В 2018 году был переизбран в Провинциальную ассамблею Хайбер-Пахтунхвы в качестве кандидата Движения за справедливость от округа «PK-71 Пешавар-VI» на парламентских выборах в Пакистане. Получил 17 309 голосов и одержал победу над Сифатом Уллахом, кандидатом от Пакистанской мусульманской лиги (Н).
16 августа 2018 года был выдвинут на должность губернатора Хайбер-Пахтунхва. 4 сентября 2018 года подал в отставку со своего места в Провинциальной ассамблее Хайбер-Пахтунхвы после того, как отдал свой голос на президентских выборах в Пакистане. 5 сентября 2018 года Шах Фарман принёс присягу губернатора Хайбер-Пактунхвы.

## Примечание
1. ↑  PESHAWAR: PPP, ANP activists join PTI (6 марта 2002). Дата обращения: 2 октября 2020. Архивировано 25 декабря 2018 года.
2. ↑  The News International: Latest News Breaking, Pakistan News. www.thenews.com.pk. Дата обращения: 2 октября 2020. Архивировано 25 декабря 2018 года.
3. 1 2  Shah Farman sworn in as new K-P governor. The Express Tribune (6 сентября 2018). Дата обращения: 2 октября 2020. Архивировано 25 декабря 2018 года.
4. ↑  Report, Bureau. Shah Farman made minister for information (26 мая 2017). Дата обращения: 2 октября 2020. Архивировано 25 декабря 2018 года.
5. 1 2  PK-71 Results — Election 2018 Results -  - Candidates List — Constituency Details — Geo.tv. www.geo.tv. Дата обращения: 2 октября 2020. Архивировано 25 декабря 2018 года.
6. ↑  Reporter, The Newspaper's Staff. PTI’s Shah Farman named KP governor (17 августа 2018). Дата обращения: 2 октября 2020. Архивировано 25 декабря 2018 года.
7. ↑  PTI's Shah Farman sworn in as KP Governor. The News (5 сентября 2018). Дата обращения: 2 октября 2020. Архивировано 25 декабря 2018 года.
8. ↑  Shah Farman takes oath as 32nd Governor KP. Dunya News (5 сентября 2018). Дата обращения: 2 октября 2020. Архивировано 25 декабря 2018 года.